# Dombeya pilosa
Dombeya pilosa är en malvaväxtart som beskrevs av Eugène Jacob de Cordemoy. Dombeya pilosa ingår i släktet Dombeya och familjen malvaväxter. Inga underarter finns listade i Catalogue of Life.

## Bildgalleri

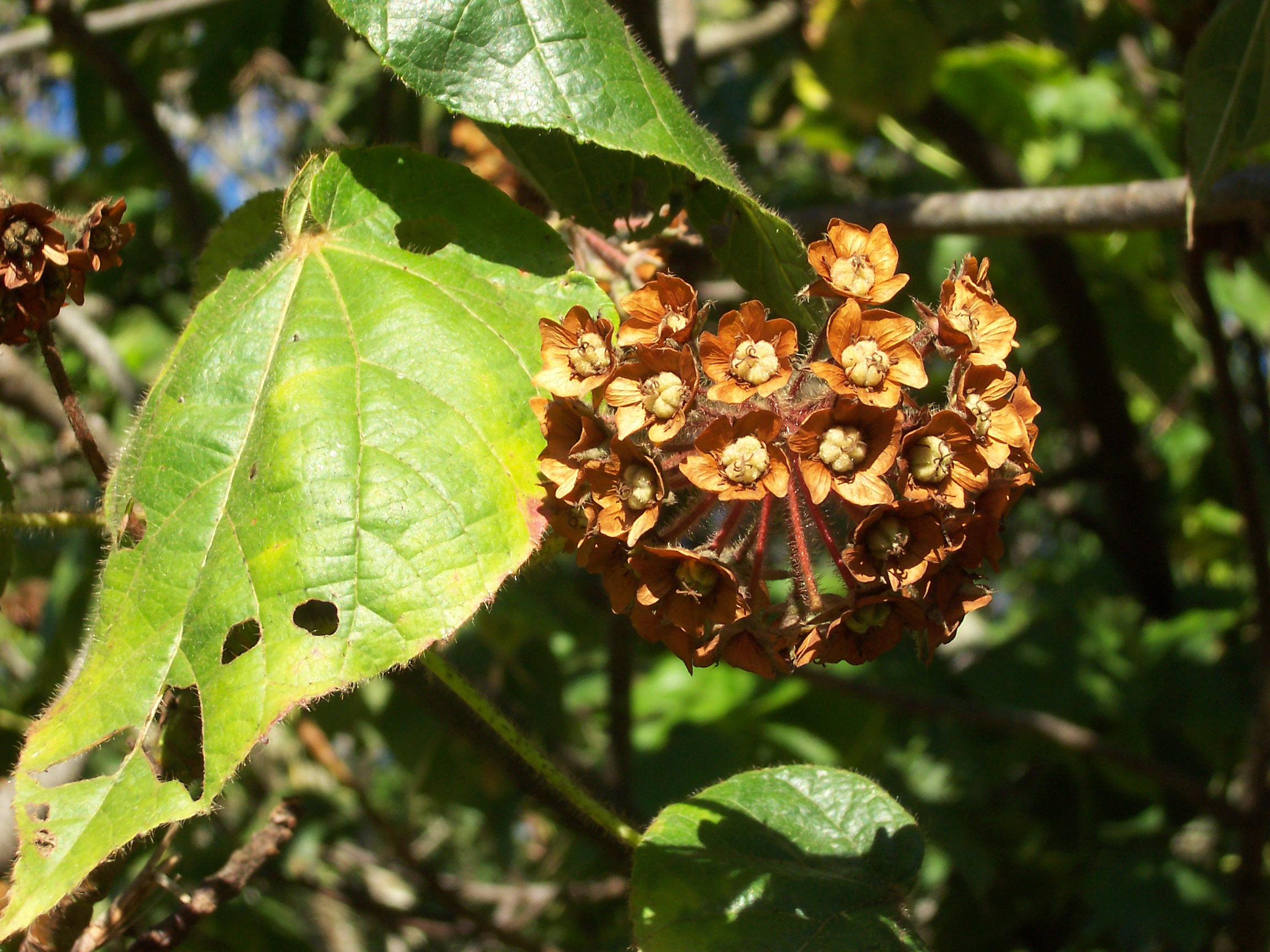
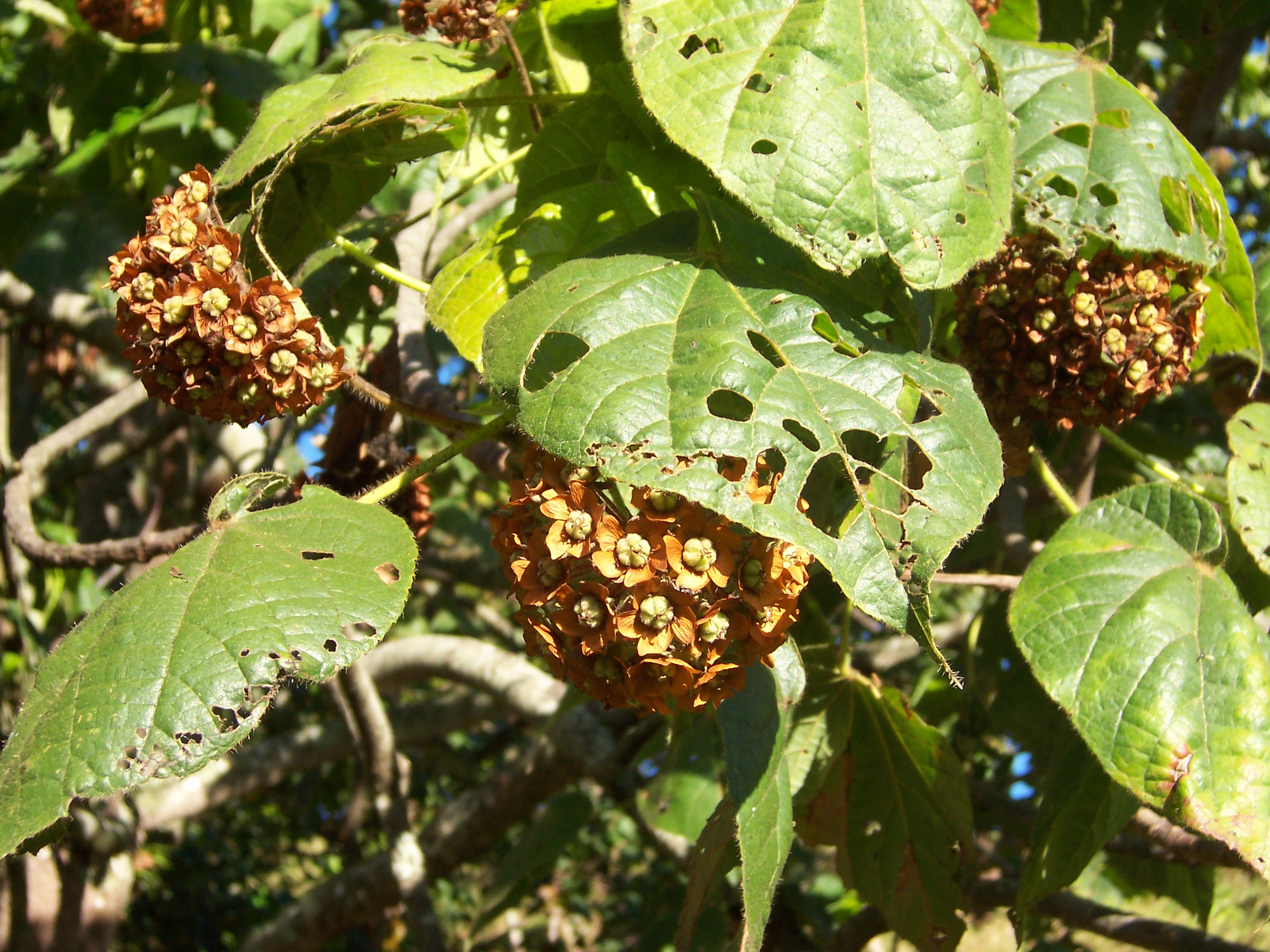
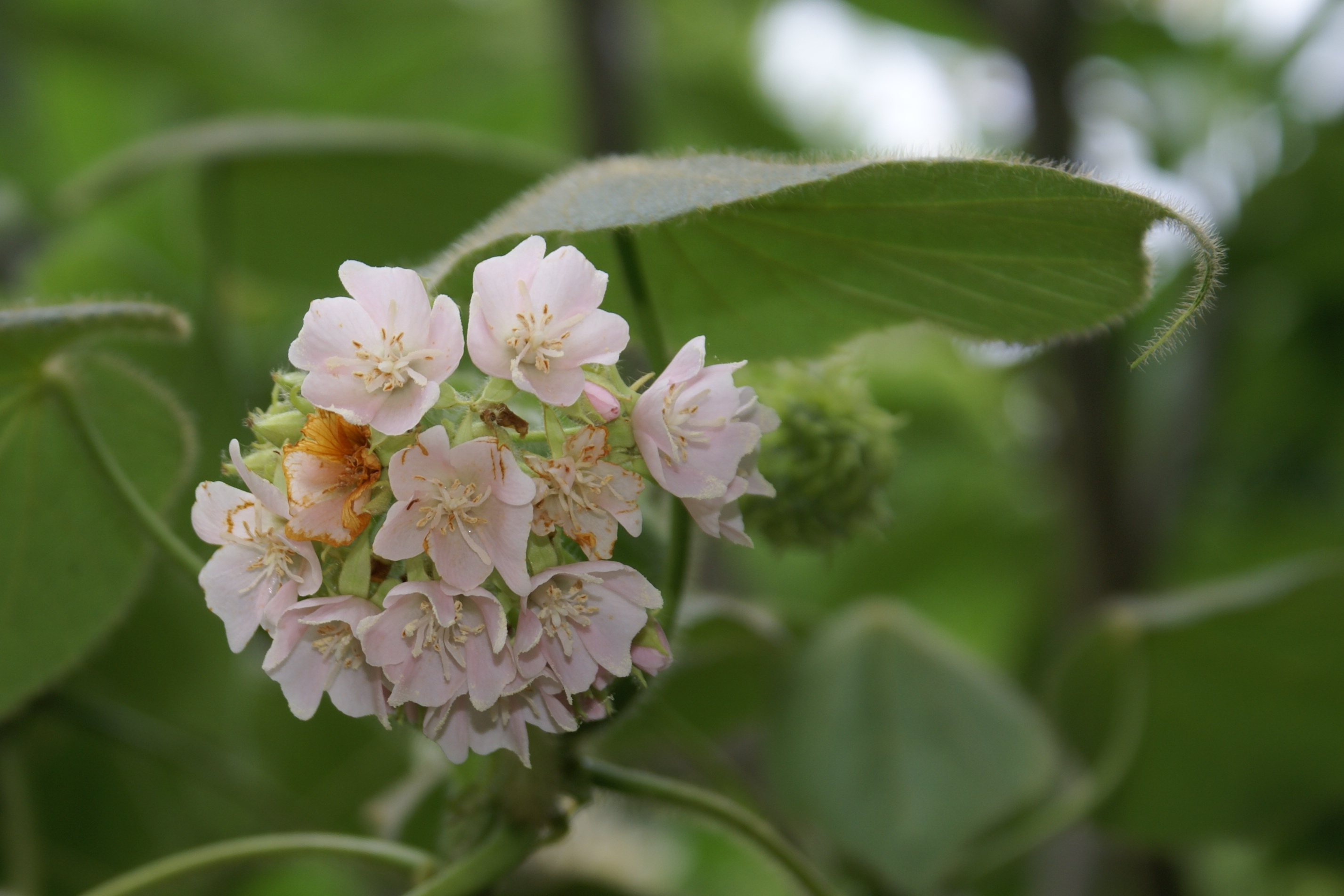
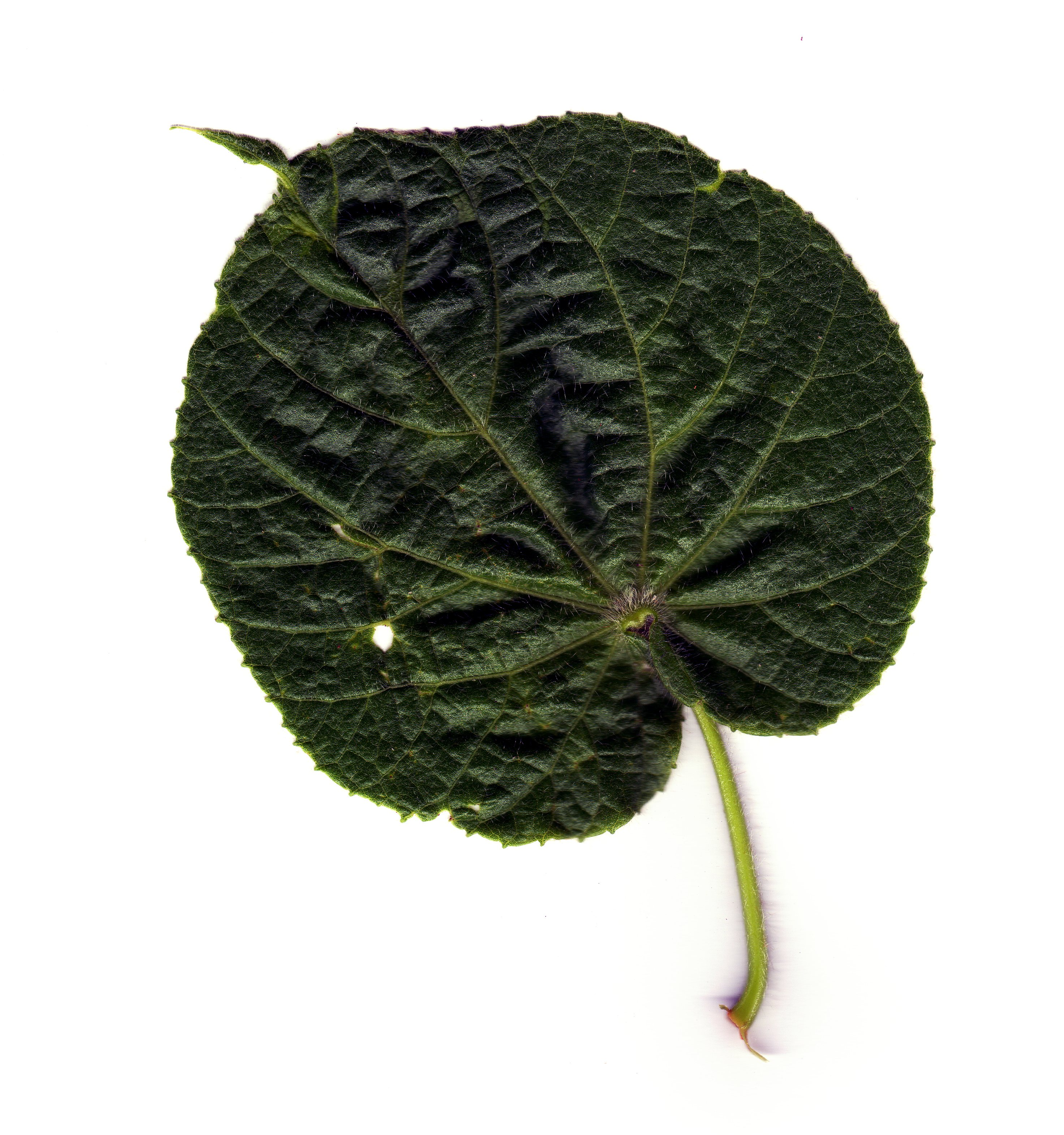